# 肥の豊

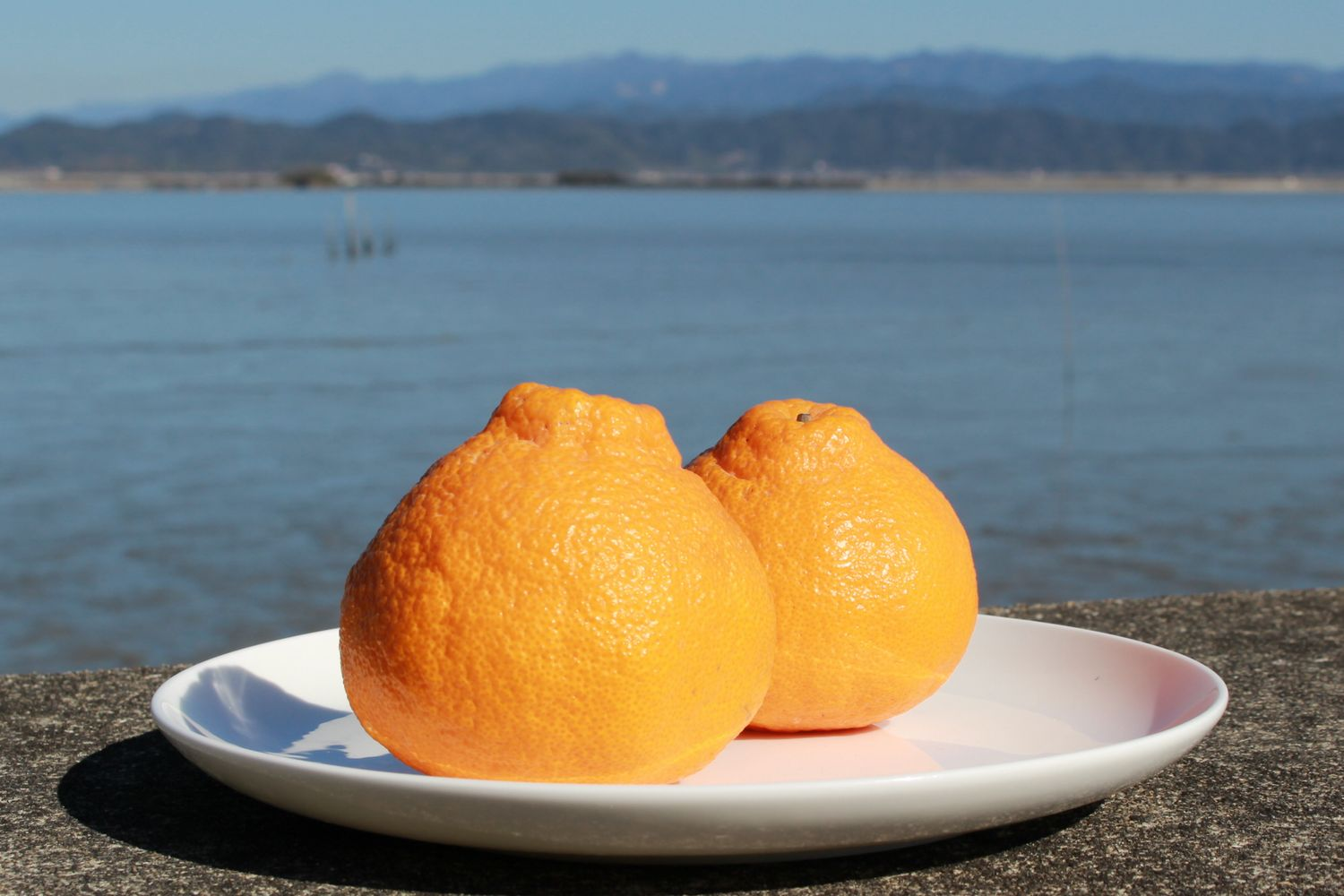
肥の豊の果実

肥の豊（ひのゆたか）は、ミカン科ミカン属の柑橘類で、主にミカンとオレンジの交雑種であるタンゴールのひとつである。熊本県において育成された。

## 来歴
2000年頃、熊本県において県の柑橘経営の柱である「シラヌヒ」の、樹勢が低下しやすく収量が少ないこと及び成熟期が遅く高酸果実の割合が多いことが問題となっていた。このため、樹勢が強く栽培しやすく、早熟性で食味の良い品種の育成が求められていた。そこで熊本県農業研究センター果樹研究所では「シラヌヒ」に「マーコット」を交配して得られた珠心胚実生の中から選抜・育成を開始し、2003年3月に「肥の豊」を品種登録した。

## 特徴
葉が大きく新梢はかなり強く伸び、大きい刺があり樹勢が強く、樹冠の拡大が早い。果重は270 グラムから300 グラムで着色はシラヌヒと同時期かやや早く、果面はやや滑らかである。果汁成分は、12月下旬収穫、1月中旬分析で糖度は14 度から12.5 度、酸度は1.2 パーセントから1.4 パーセントである。
日本における2010年の収穫量は1,966 トンであり、その全てが熊本県において生産されている